# Jean-François (esclave de Saint-Domingue)
Pour les articles homonymes, voir Jean-François.
Jean-François Papillon dénommé le plus souvent Jean-François et parfois surnommé par les Haïtiens Jean-François Pétécou et par les Espagnols Jean-François Orozco, mort vers 1805 fut un des acteurs de la Révolution haïtienne. Il était un esclave né en Afrique qui avait travaillé dans la plantation de Papillon dans les dernières décennies du XVIIIe siècle, dans le nord de la province de Saint-Domingue. Il s'était échappé de sa plantation, devenant un « marron » et était donc de facto libre quand commença la révolution haïtienne en août 1791.

## Biographie
Jean-François était le cocher de monsieur Papillon, propriétaire d'une cafèterie et qui, après sa mort, revint à sa veuve, Madame Papillon. En 1791, Jean-François s'enfuit de l'exploitation caféière et devint un esclave marron.
Il fut l'un des principaux chefs de l'insurrection des esclaves du Nord du 22 août 1791, à la suite de la rencontre du Bois-Caïman, premier acte de la révolte des esclaves qui conduirait la perte par la France de sa plus riche colonie.
Juste après la mort de Dutty Boukman, le premier chef de l'armée des insurgés, Jean-François Papillon imposa son autorité aux autres généraux noirs, et notamment à Georges Biassou, Jeannot Bullet et Toussaint Bréda (nommé plus tard Toussaint Louverture), et devint commandant en chef des anciens esclaves de Saint-Domingue. Vers la fin de 1791, quelques semaines après le déclenchement de la révolution, Jean-François et Biassou mirent de côté leur rivalité pour s'opposer à Jeannot, qui ne massacrait pas seulement les Blancs, mais aussi les soldats noirs qui contestaient son autorité. Pour cette raison, Biassou et Jean-François arrêtèrent et exécutèrent Jeannot en novembre 1791. 
Fuyant la répression des Blancs, il gagna la partie orientale de l'île, sous domination espagnole avec ses troupes, dans lesquelles pointa bientôt un officier, Toussaint Breda, qui acquerra le surnom de Louverture. Il se rallia aux Espagnols, entrés en guerre en 1793 contre la République française. Il ne croyait pas que les Français, même républicains, aboliraient l'esclavage. Chef de l'armée indigène, il contribua à l'occupation d'une partie importante de Saint-Domingue. Il se proclama bientôt « Grand Amiral de France ». Les Espagnols le nommèrent général.
Devant la montée en puissance de Toussaint, qui commençait à lui porter ombrage, il décida, avec son second Georges Biassou, de fomenter un attentat en 1794. Il fit alors massacrer 800 Français  au Fort-Liberté. Toussaint en réchappa, mais son jeune frère y périt.
Il combattit Toussaint quand celui-ci se rallia à la France en mai 1794. En quelques mois, il fut battu et ses troupes refoulées à la frontière orientale de Saint-Domingue.
Le départ des Espagnols vers l'est en 1795 mit fin à sa carrière. Après la cession de la partie espagnole de Saint-Domingue lors du second traité de Bâle  de juillet 1795,  les Espagnols envoyèrent Jean-François à Cuba et, de là, en Espagne  en 1796 où il vécut misérablement jusqu’à sa mort. Il mourut à Cadix vers 1805.